# Charlton Heights (Virginia Occidental)
Charlton Heights es un lugar designado por el censo ubicado en el condado de Fayette en el estado estadounidense de Virginia Occidental. En el Censo de 2010 tenía una población de 406 habitantes y una densidad poblacional de 320,57 personas por km².

## Geografía
Charlton Heights se encuentra ubicado en las coordenadas 38°7′35″N 81°14′6″O / 38.12639, -81.23500. Según la Oficina del Censo de los Estados Unidos, Charlton Heights tiene una superficie total de 1.27 km², de la cual 1.07 km² corresponden a tierra firme y (15.34%) 0.19 km² es agua.

## Demografía
Según el censo de 2010, había 406 personas residiendo en Charlton Heights. La densidad de población era de 320,57 hab./km². De los 406 habitantes, Charlton Heights estaba compuesto por el 99.26% blancos, el 0.49% eran afroamericanos, el 0.25% eran amerindios, el 0% eran asiáticos, el 0% eran isleños del Pacífico, el 0% eran de otras razas y el 0% pertenecían a dos o más razas. Del total de la población el 0.74% eran hispanos o latinos de cualquier raza.